# 人類身高

身高范围示意图：左為正常成年男性，右为非洲俾格米人成年男性。

身高，又称身长，(英語：Human Height) ，是指一个人从头顶到脚底的身体长度。
成年人的身高有一个标准范围，并且在同民族同性别内部遵循正态分布。身高的标准范围可以用正态分布中的标准差（σ）定义的z-score衡量：
一般差出2-3σ（对成人3σ大致相当于与平均身高差到20%）的被认为是反常身高，例如巨人症或侏儒症患者；但反常身高本身不一定在医学上被视为疾病。
因为站立行走时体重对脊椎的压缩，成年人一天之内的身高变化平均可达 1.9（0.75英寸）。

## 身高的形成
人的一生中，身体增长最快的有两个阶段：出生至1岁，和青春期期间。
青春期后期至20岁初达到成年身高。成年身高由先天基因和后天环境因素决定。

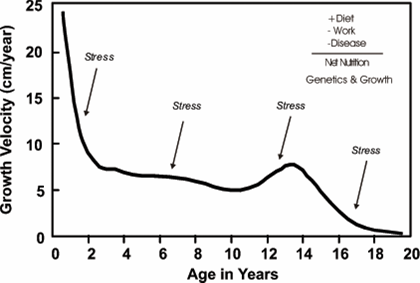
最优环境下的人体生长速度曲线(Courtesy: Richard Steckel)

基因在个人身高的决定中占重要地位。无明显外因的身材矮小情况，包括病态的生长激素分泌不足症，可以用给与提炼或人工合成的生长激素。但这类治疗价格昂贵，而且很多人认为这更加重了身高歧视，不赞成对个子矮但无其他发育缺陷的儿童使用生长激素。
但身高與營養和睡眠情況也有關聯，一个人群的平均身高则和环境因素，特别是儿童时期的健康和营养情况更有关。患病、感染、饥饿、贫血、缺乏蛋白质、缺乏钙、锌等元素，都会妨碍身高增长。由于现代医学和农业的进步，发达国家和富裕的发展中国家人口身高都比历史上有不同程度的增长。现在朝鲜的青年人平均比韩国矮8厘米，主要是前者近年来饥馑的结果。再例如在19世纪初，英国工业革命造成广泛污染和生活环境不良的时候，人口平均身高达到了历史最矮，比其前（农业社会）和其后（福利工业社会）都要低。

### 影响身高的因素
影响身高的主要原因大概有以下几种：
- 遗传：大多个子比较高父母的小孩通常比较高；个子矮的则比较矮，但只是其一因素，如小孩在其他部份条件良好，成长后也会有一定的身高。
- 营养：钙质、维生素D及蛋白质是最影响人类身高的营养，这对身高影响非常大，很多先天因素良好的人因营养不良而长得不太高，如高動物蛋白高鈣可長高，其他高熱量則無效，在營養充足的國家，例如乳糖不耐症的東亞兒童，比起歐洲喝牛奶的孩子要矮，但喝牛奶的東亞兒童，與歐洲人身高則相似，間接說明高蛋白高鈣食物的重要性。
- 运动：运动能刺激食慾低的小個子，使其能補充營養。
- 睡眠：因脑下垂体只会在人类睡觉时产生生长激素，因此影响身高。
- 发育：发育的先后非常影响人类的身高，女生一般较男生矮小並非是生長不足，而是因为女性一般较早发育，这也是小学时期女生會比男生高的原因。但因男生的发育时间较后，所以一个条件一般的男生最晚会在高中时比一个条件优秀的女生高。男可比父母較高的一方高至多25厘米，女可比父母較矮的一方高至多25厘米，而早熟跟晚熟也会有身高的分别，一个晚熟的男生可能十四岁至十六岁时才开始发育，因为他的长高时间较长（一般男生长高的时间大概是20年左右），所以在后期会比早熟的还要高。

### 身高的变化
一个人的身高刚起床时比入睡时高出两厘米，这是因为日间直立的姿势压缩椎间盘，而睡眠时椎间盘得到放松恢复原有高度。躺著量頭到腳的長度也會比站著量多出2.54厘米。宇航员们在失重的状态下会增高5-7厘米，回到地球后会逐渐恢复到原有高度。
人类的平均身高并非是一成不变的，科学界普遍认为6000年前农业社会的形成，造成人类平均身高的下降，土耳其境内8000年前遗迹所留下的尸骨平均身高超过今日土耳其的平均身高。
英国牛津大学里查德教授在分析几千具从丹麦、瑞典、挪威、英国和冰岛挖掘出来的古代人类男性的遗骨后发现，人类成年男性平均身高在中世纪期间的公元9世纪到12世纪之间到达一个自10万年前现代智人诞生以来到20世纪中期前的平均最大值，平均身高为1.73米，然后逐渐变矮变低，到了工业革命前夕的18世纪和19世纪，欧洲成年男性平均身高降低到1.67米，比9世纪到12世纪间减小6厘米之多。一直到了20世纪中期，人类男性平均身高才重新恢复达到9世纪到12世纪的最大值。罗马帝国时期的遗址赫库兰尼姆城（在今土耳其境内）前后共出土近二百余具遗骸，美国史密森尼学会物理考古学家萨拉·比西尔对他们进行深入细致的研究，了解到古罗马男子一般身高170公分，女子155公分”。雖然人類的身高在農耕時代後就降至170公分左右，但 从1920年开始，特别是从20世纪中期以后，人类平均身高迅速增长，這主要是因為現代蛋白質基礎的食物（蛋、奶、肉）有能力充足供應的關係，欧洲成年男子平均身高从167厘米增长到177厘米，其中比利时成年男子的平均身高从1920年的166厘米增长到1970年的174厘米，丹麦则从169厘米增加到178厘米。　

## 作用

### 医学观点
反常身高可能预示着存在其他疾病。例如侏儒症患者的肌肉骨骼发育缺陷、甲状腺功能减退导致的呆小症主要症状是生长停滞和智力低下。马凡氏综合症的病人身材高瘦，但其最要关注的问题是心血管系统异常。无并发问题而且无行动障碍的单纯身高反常，医学上一般不认为是疾病；本人要求用医学手段改变的除外。
2013年，新加坡臨床研究中心、中央醫院、新加坡國立大學、芽籠綜合診所及杜克——國立大學醫學院研究生院等6名研究員聯合進行一項大型研究，發現指出身高影響下丘腦腺體的腎上腺皮質賀爾蒙，對心理健康有影響。此外，調查4,414名名21歲以上新加坡華人，按照身高分為高（171.3厘米）、矮（身高145.2厘米）及正常（身高159厘米）三組；研究顯示，在高組別中有58%受訪者的心理健康指數為完全無問題，而矮組別只有47%為完全心理健康。同時，研究員分析了受訪者的個人資料後發現，高組受訪者學歷一般比較高，生活環境亦比較好，而且更多人已經結婚；高組有21.1%持有大學文憑，矮組只有12.8%。高組有7.3%住在有地房產，即擁有物業及土地使用權，矮組只有1.4%；另外，11%高組受訪者住在私人住宅，矮組只有3.7%；而且，75%高組受訪者已經結婚，矮組受訪者則為60%。

### 体育作用
身材高的人一般四肢也长，重心高。这在体育运动中的作用要由具体项目而定。在篮球、棒球和足球的守门员、羽毛球，身材高对竞赛有帮助。体操、乒乓球等灵巧性为主的项目中，则用处不大，而且可能反是负担。赛马中因为减轻负重是一个主要目的，骑师以矮个子为多。賽車運動中，雖然影響相對之下較小，但較高的身高帶來的體重也不利於表現。

## 列表
以下表格資料為英國NCD-RisC根據各國參與人員的回報數據(對於樣本數目與年齡層皆未提供)，諸國非官方正式數據僅供參考。例如：臺灣男性身高表示為172.6厘米-176.4厘米，表示樣本平均174.5厘米，與官方的資料有所出入。台灣官方身高則是引用教育部所提供的資料，20歲男性為173厘米。若是有官方來源的數字發佈，表中該國則替換以官方資料為主。中國19歲男性平均172.1厘米就是2014年中國官方的國民體質監測公報之官方數據。
近日，顶级医学期刊《柳叶刀》发表了一项对全球儿童青少年身高和肥胖趋势的研究报告，覆盖193个国家的6500万5-19岁儿童青少年的数据。研究表明，儿童青少年的身高体重是健康和饮食品質的重要指标，19岁青少年的平均身高在全球范围内差异悬殊，而其中一个亮眼的数据是，中国19岁青少年平均身高均为东亚第一。研究由非传染性疾病危险因素协作组（Non-Communicable Disease Risk Factor Collaboration）完成。
先来看下研究所关注的指标：身高和体重指数（BMI）。这两个指标反映了儿童青少年时期的营养质量和生活环境的健康程度，同时也是整个生命过程健康和发育结局的重要指标。相比之下，BMI考虑由身高增长等因素导致的体重增加，能够衡量一个人处于某个身高值时，其体重为正常、超重还是低体重。
研究指出，根据2019年数据，19岁青少年的平均身高在全球差异可达20cm，这对男孩和女孩分别意味着6年和8年的生长差距。
那么，平均身高最高和最矮的国家分别是哪里呢？报告指出，19岁男女平均身高最高的几个国家集中在歐洲東西部，其中荷蘭和拉脫維亞拔得头筹，19岁男性的平均身高为183.5厘米和拉脫維亞女性平均身高為170厘米。相反，南亚和东南亚、拉丁美洲和东非地区的青少年身高则不尽理想，其中东帝汶19岁男性最矮，平均身高160.1厘米；危地马拉19岁女性最矮，平均身高150.9厘米。
而在中國大陸、香港、韩国和东南亚某些地区等新兴经济体中，儿童青少年的平均身高在35年来得到了最明显的改善。
相比之下，撒哈拉以南非洲地区的儿童，尤其是男孩的身高在过去的几十年中则陷入停滞甚至减少。
|                | 国际单位制      | 国际单位制 | 英制          | 英制           |                |
| 国家           | 男性            | 女性       | 男性          | 女性           | 年龄范围       |
| -------------- | --------------- | ---------- | ------------- | -------------- | -------------- |
|                | 178-180.4厘米   | 165.9厘米  | 5英尺10.5英寸 | 5英尺5.2英寸   |                |
| 加拿大         | 176.5-179.6厘米 | 163.9厘米  | 5英尺10英寸   | 5英尺4.5英寸   |                |
| 中华人民共和国 | 172.6厘米       | 160.6厘米  | 5英尺8英寸    | 5英尺3.2英寸   | 2020年20–24岁  |
| 中华人民共和国 | 167.1厘米       | 155.8厘米  | 5英尺5.8英寸  | 5英尺1.3英寸   | 2015年18歲以上 |
| 中华人民共和国 | 175.7厘米       | 163.5厘米  | 5英尺9.2英寸  | 5英尺4.4英寸   | 2019年19岁     |
| 中华人民共和国 | 174厘米         | 161.4厘米  | 5英尺8½英寸   | 5英尺3.54英寸  | 2022年18-44岁  |
| 丹麦           | 179.6-183.1厘米 | 167.2厘米  | 5英尺11.5英寸 | 5英尺5.9英寸   |                |
|                | 180.9-185.6厘米 | 165.8厘米  | 5英尺11.2英寸 | 5英尺5.3英寸   |                |
| 摩洛哥         | 170.4厘米       | 157.8厘米  | 5英尺7.1英寸  | 5英尺2.1英寸   |                |
| 古巴           | 172.0厘米       | 156.0厘米  | 5英尺7.7英寸  | 5英尺1.3英寸   |                |
| 海地           | 172.6厘米       | 158.6厘米  | 5英尺8英寸    | 5英尺2.5英寸   |                |
|                | 167.4厘米       | 159.3厘米  | 5英尺6英寸    | 5英尺2.7英寸   |                |
|                | 172.7-176.3厘米 | 159.0厘米  | 5英尺8.5英寸  | 5英尺2.6英寸   |                |
| 希腊           | 175.7-179厘米   | 164.9厘米  | 5英尺10英寸   | 5英尺4.5英寸   |                |
| 盧森堡         | 177.9厘米       | 164.4厘米  | 5英尺10英寸   | 5英尺4.8英寸   |                |
|                | 167.1厘米       | 154.2厘米  | 5英尺5.8英寸  | 5英尺0.7英寸   |                |
| 阿尔巴尼亚     | 173.4厘米       | 160.8厘米  | 5英尺8.3英寸  | 5英尺3.3英寸   |                |
| 北馬其頓       | 178.3厘米       | 164.8厘米  | 5英尺10.2英寸 | 5英尺4.9英寸   |                |
| 蒙特內哥羅     | 178.3厘米       | 164.9厘米  | 5英尺10.2英寸 | 5英尺5英寸     |                |
|                | 166.5-170.1厘米 | 159.1厘米  | 5英尺5.9英寸  | 5英尺2.6英寸   |                |
|                | 169.5厘米       | 158.5厘米  | 5英尺6.8英寸  | 5英尺2.4英寸   |                |
| 伊拉克         | 170.4厘米       | 157.5厘米  | 5英尺7.1英寸  | 5英尺2英寸     |                |
| 美国           | 177.1厘米       | 163.5厘米  | 5英尺9.8英寸  | 5英尺4.5英寸   |                |
| 荷蘭           | 183.8厘米       | 169.0厘米  | 6英尺0.4英寸  | 5英尺6.6英寸   |                |
| 白俄羅斯       | 175.6-181.2厘米 | 166.3厘米  | 5英尺10.5英寸 | 5英尺5.5英寸   |                |
| 法國           | 177.5-182.1厘米 | 164.9厘米  | 5英尺10.8英寸 | 5英尺5英寸     |                |
| 芬兰           | 177.7-181.4厘米 | 165.9厘米  | 5英尺10.9英寸 | 5英尺5.3英寸   |                |
| 德国           | 178.5-181.6厘米 | 165.9厘米  | 5英尺11英寸   | 5英尺5.3英寸   |                |
| 比利时         | 179.9-183.5厘米 | 165.5厘米  | 5英尺11.5英寸 | 5英尺5.1英寸   |                |
| 香港           | 172.9厘米       | 159.8厘米  | 5尺8寸        | 5尺2.9寸       | 2014年25-34歲  |
| 香港           | 171.7厘米       | 158.7厘米  | 5尺7.6寸      | 5尺2.5寸       | 2021年18歲以上 |
| 香港           | 172.5厘米       | 160.2厘米  | 5尺7.9寸      | 5尺3.1寸       | 2020年18歲以上 |
| 義大利         | 175.6-179.9厘米 | 164.6厘米  | 5英尺10英寸   | 5英尺4.8英寸   |                |
| 以色列         | 177.0厘米       | 162.0厘米  | 5英尺9.7英寸  | 5英尺3.8英寸   |                |
| 日本           | 170.8厘米       | 157.8厘米  | 5英尺7.3英寸  | 5英尺2.1英寸   | 2022年         |
| 斯洛伐克       | 177.9-181.0厘米 | 167.5厘米  | 5英尺10.5英寸 | 5英尺6英寸     |                |
| 斯洛維尼亞     | 177.6-181.7厘米 | 167.4厘米  | 5英尺11英寸   | 5英尺6英寸     |                |
| 中華民國       | 173厘米         | 160厘米    | 5英尺8.1英寸  | 5英尺3英吋     | 1999年20歲     |
| 中華民國       | 173.5厘米       | 160.7厘米  | 5英尺8.3英寸  | 5英尺3.2英寸   | 2023年18歲     |
|                | 173.7厘米       | 163厘米    | 5英尺8.4英寸  | 5英尺4.2英寸   | 2015兵役體檢   |
|                | 172.0厘米       | 159.0厘米  | 5英尺7.7英寸  | 5英尺2.6英寸   |                |
|                | 163.4厘米       | 149.4厘米  | 5英尺4.4英寸  | 4英尺10.9英寸  |                |
|                | 167.2厘米       | 153.9厘米  | 5英尺5.9英寸  | 5英尺0.6英寸   |                |
| 薩爾瓦多       | 168.1厘米       | 155.9厘米  | 5英尺6.2英寸  | 5英尺1.1英寸   |                |
| 尼加拉瓜       | 166.8厘米       | 154.7厘米  | 5英尺5.7英寸  | 5英尺1英寸     |                |
| 印度尼西亞     | 163.6厘米       | 152.8厘米  | 5英尺4.4英寸  | 5英尺0英寸     |                |
| 越南           | 168.1厘米       | 156.2厘米  | 5英尺6.2英寸  | 5英尺1.5英寸   |                |
|                | 165.0厘米       | 152.0厘米  | 5英尺5英寸    | 4英尺11.9英寸  |                |
|                | 171.3厘米       | 157.3厘米  | 5英尺7.5英寸  | 5英尺2英寸     |                |
| 緬甸           | 162.9-166.4厘米 | 154.4厘米  | 5英尺4.8英寸  | 5英尺0.8英寸   |                |
| 立陶宛         | 176.1-181.9厘米 | 166.6厘米  | 5英尺10.5英寸 | 5英尺5.6英寸   |                |
| 新西兰         | 177.7厘米       | 164.9厘米  | 5英尺10英寸   | 5英尺4.9英寸   |                |
| 约旦           | 173.0厘米       | 159.0厘米  | 5英尺8.1英寸  | 5英尺2.6英寸   |                |
| 摩尔多瓦       | 175.5厘米       | 163.2厘米  | 5英尺9.1英寸  | 5英尺4.3英寸   |                |
| 羅馬尼亞       | 171.4-178厘米   | 163.0厘米  | 5英尺8.8英寸  | 5英尺4.2英寸   |                |
| 挪威           | 177.8-181.6厘米 | 165.6厘米  | 5英尺11英寸   | 5英尺5.2英寸   |                |
| 西班牙         | 175.0-178.1厘米 | 163.4厘米  | 5英尺9.5英寸  | 5英尺4.3英寸   |                |
| 葡萄牙         | 171.5-174.3厘米 | 163.0厘米  | 5英尺8英寸    | 5英尺4.2英寸   |                |
| 瑞典           | 178.2-181.3厘米 | 167.7厘米  | 5英尺11英寸   | 5英尺6英寸     |                |
| 瑞士           | 178.4厘米       | 163.5厘米  | 5英尺10.2英寸 | 5英尺4.4英寸   |                |
| 波蘭           | 177.3厘米       | 164.6厘米  | 5英尺9.8英寸  | 5英尺4.8英寸   |                |
| 突尼西亞       | 171.0-174.0厘米 | 157.0厘米  | 5英尺7.9英寸  | 5英尺1.8英寸   |                |
|                | 173.3厘米       | 162.7厘米  | 5英尺8.2英寸  | 5英尺4英寸     |                |
| 英国           | 177.5厘米       | 164.4厘米  | 5英尺9.9英寸  | 5英尺4.8英寸   |                |
| 匈牙利         | 173.7-180.9厘米 | 163.7厘米  | 5英尺9.8英寸  | 5英尺4.5英寸   |                |
| 印度           | 164.9厘米       | 152.6厘米  | 5英尺4.9英寸  | 5英尺0英寸     |                |
|                | 171.2厘米       | 159.4厘米  | 5英尺7.5英寸  | 5英尺2.8英寸   |                |
| 巴西           | 172.5-174.6厘米 | 160.9厘米  | 5英尺8.3英寸  | 5英尺3.3英寸   |                |
| 哥伦比亚       | 168.3-170.7厘米 | 156.9厘米  | 5英尺6.8英寸  | 5英尺1.5英寸   |                |
| 南非           | 166.7厘米       | 158.0厘米  | 5英尺5.6英寸  | 5英尺2.2英寸   |                |
| 坦桑尼亚       | 164.8厘米       | 155.9厘米  | 5英尺4.9英寸  | 5英尺1.2英寸   |                |
| 泰國           | 167.8-170.5厘米 | 157.9厘米  | 5英尺6.6英寸  | 5英尺2.1英寸   |                |
| 伊朗           | 172.7-174.4厘米 | 159.7厘米  | 5英尺8.3英寸  | 5英尺2.9英寸   |                |
| 保加利亚       | 172.5-184.0厘米 | 164.8厘米  | 5英尺10英寸   | 5英尺4.9英寸   |                |
| 阿根廷         | 171.6-177.6厘米 | 159.2厘米  | 5英尺8.8英寸  | 5英尺2.7英寸   |                |
| 喀麦隆         | 165.6-170.0厘米 | 158.8厘米  | 5英尺6英寸    | 5英尺2.5英寸   |                |
| 智利           | 170.4-173.3厘米 | 159.4厘米  | 5英尺7.7英寸  | 5英2.8英寸     |                |
| 埃及           | 165.4-168厘米   | 157.3厘米  | 5英尺5.6英寸  | 5英尺1.9英寸   |                |
| 亞美尼亞       | 171.5厘米       | 159.2厘米  | 5英尺7.5英寸  | 5英尺2.7英寸   |                |
| 苏丹           | 166.6厘米       | 156.0厘米  | 5英尺5.6英寸  | 5英尺1.4英寸   |                |
| 牙买加         | 172.7-176.4厘米 | 163.1厘米  | 5英尺8.7英寸  | 5英尺4.3英寸   |                |
| 马来西亚       | 167.9厘米       | 156.3厘米  | 5英尺6.1英寸  | 5英尺1.5英寸   |                |
| 蒙古国         | 169.1厘米       | 158.2厘米  | 5英尺6.6英寸  | 5英尺2.3英寸   |                |
| 秘魯           | 163.8-166.7厘米 | 152.9厘米  | 5英尺5英寸    | 5英尺0.2英寸   |                |
|                | 166.3-168.7厘米 | 154.5厘米  | 5英尺6英寸    | 5英尺0.8英寸   |                |
| 阿富汗         | 162.4-168.2厘米 | 155.3厘米  | 5英尺5.1英寸  | 5英尺1.1英寸   |                |
|                | 171.8厘米       | 158.3厘米  | 5英尺7.6英寸  | 5英尺2.3英寸   |                |
| 菲律賓         | 161.2-165.3厘米 | 149.6厘米  | 5英尺4.2英寸  | 4英尺10.9英寸  |                |
| 阿联酋         | 164.8-176.2厘米 | 158.7厘米  | 5英尺7.2英寸  | 5英尺2.5英寸   |                |
| 阿曼           | 167.4厘米       | 154.3厘米  | 5英尺6英寸    | 5英尺0.8英寸   |                |
| 新加坡         | 170.8-174.3厘米 | 160.3厘米  | 5英尺8英寸    | 5英尺3.1英寸   |                |
| 巴林           | 167.7厘米       | 156.6厘米  | 5英尺6.1英寸  | 5英尺1.5英寸   |                |
| 墨西哥         | 169.0厘米       | 156.8厘米  | 5英尺6.6英寸  | 5英尺1.7英寸   |                |
| 拉脫維亞       | 181.4厘米       | 169.8厘米  | 5英尺11.4英寸 | 5英尺6.9英寸   |                |
| 爱沙尼亚       | 181.6厘米       | 168.7厘米  | 5英尺11.5英寸 | 5英尺6.5英寸   |                |
| 俄羅斯         | 174.9-178厘米   | 165.3厘米  | 5英尺9.5英寸  | 5英尺5英寸     |                |
| 土耳其         | 173-175.4厘米   | 160.5厘米  | 5英尺8.6英寸  | 5英尺3.2英寸   |                |
| 愛爾蘭         | 177.1-180.6厘米 | 165.1厘米  | 5英尺10.5英寸 | 5英尺5英寸     |                |
| 冰島           | 176.7-184.3厘米 | 165.9厘米  | 5英尺11英寸   | 5英尺5.3英寸   |                |
| 乌克兰         | 172.4-184.7厘米 | 166.3厘米  | 5英尺10.3英寸 | 5英尺5.5英寸   |                |
|                | 165.1-177厘米   | 159.6厘米  | 5英尺7.4英寸  | 5英尺2.8英寸   |                |
|                | 169.6厘米       | 157.0厘米  | 5英尺6.8英寸  | 5英尺1.9英寸   |                |
| 柬埔寨         | 160.8-165.9厘米 | 152.9厘米  | 5英尺4英寸    | 5英尺0.2英寸   |                |
|                | 158.4-162.6厘米 | 151.3厘米  | 5英尺3英寸    | 4英尺11.5英寸  |                |
| 奥地利         | 177.4厘米       | 164.6厘米  | 5英尺9.8英寸  | 5英尺4.8英寸   |                |
| 巴基斯坦       | 165.3-168.6厘米 | 153.8厘米  | 5英尺5.7英寸  | 5英尺0.5英寸   |                |
| 沙烏地阿拉伯   | 166.6-168.8厘米 | 155.9厘米  | 5英尺6.5英寸  | 5英尺1.4英寸   |                |
| 乌干达         | 166.9厘米       | 157.8厘米  | 5英尺5.7英寸  | 5英尺2.1英寸   |                |
| 阿尔及利亚     | 170.1厘米       | 158.5厘米  | 5英尺7英寸    | 5英尺2.4英寸   |                |
| 捷克           | 180.1厘米       | 168.5厘米  | 5英尺11英寸   | 5英尺6.5英寸   |                |
| 賽普勒斯       | 175.0厘米       | 162.3厘米  | 5英尺9英寸    | 5英尺3.9英寸   |                |
| 多哥           | 169.1厘米       | 159.3厘米  | 5英尺6.6英寸  | 5英尺2.7英寸   |                |
| 安哥拉         | 167.3厘米       | 157.3厘米  | 5英尺5.9英寸  | 5英尺2英寸     |                |
| 黎巴嫩         | 174.1厘米       | 162.4厘米  | 5英尺8.6英寸  | 5英尺4英寸     |                |
| 塞爾維亞       | 180.6厘米       | 167.7厘米  | 5英尺11.1英寸 | 5英尺6英寸     |                |
|                | 180.8厘米       | 166.6厘米  | 5英尺11.2英寸 | 5英尺5.6英寸   |                |
|                | 169.2厘米       | 157.0厘米  | 5英尺6.7英寸  | 5英尺1.9英寸   |                |
| 馬爾地夫       | 164.7厘米       | 153.0厘米  | 5英尺4 .9英寸 | 5英尺0.2英寸   |                |
|                | 168.8-172.1厘米 | 159.4厘米  | 5英尺7.1英寸  | 5英尺2.8英寸   |                |
| 科威特         | 172.0厘米       | 158.6厘米  | 5英尺7.7英寸  | 5英尺2.4英寸   |                |
| 奈及利亞       | 163.8-167.2厘米 | 157.8厘米  | 5英尺5.1英寸  | 5英尺2.1英寸   |                |
|                | 168.9厘米       | 155.9厘米  | 5英尺6.5英寸  | 5英尺1.3英寸   |                |
| 东帝汶         | 158.1-161.5厘米 | 151.2厘米  | 5英尺2.9英寸  | 4英尺11.5英寸  |                |
| 乌拉圭         | 173.4厘米       | 158.0厘米  | 5英尺8.3英寸  | 5英尺2.2英寸   |                |
| 委內瑞拉       | 171.6厘米       | 157.4厘米  | 5英尺7.5英寸  | 5英尺2英寸     |                |
| 衣索比亞       | 167.6厘米       | 158.1厘米  | 5英尺6英寸    | 5英尺2.2英寸   |                |
| 馬爾他         | 173.3厘米       | 160.9厘米  | 5英尺8.2英寸  | 5英尺3.3英寸   |                |
|                | 163.8厘米       | 152.9厘米  | 5英尺4.6英寸  | 5英尺0.2英寸   |                |
| 不丹           | 165.3厘米       | 153.2厘米  | 5英尺5.1英寸  | 5英尺0.3英寸   |                |
| 尼泊尔         | 161.7-164.3厘米 | 150.9厘米  | 5英尺4.2英寸  | 4英尺11 .3英寸 |                |
| 葉門           | 159.6-162.5厘米 | 154.0厘米  | 5英尺3.4英寸  | 5英尺0.7英寸   |                |
| 巴拉圭         | 172.8厘米       | 159.9厘米  | 5英尺8英寸    | 5英尺3英寸     |                |
| 刚果民主共和国 | 166.8厘米       | 155.2厘米  | 5英尺5.7英寸  | 5英尺1英寸     |                |
| 马拉维         | 162.2-166.0厘米 | 155.4厘米  | 5英尺4.6英寸  | 5英尺1.1英寸   |                |
| 斯里蘭卡       | 163.6-167.8厘米 | 154.6厘米  | 5英尺5英寸    | 5英尺0.9英寸   |                |
| 玻利维亚       | 166.8厘米       | 153.9厘米  | 5英尺5.7英寸  | 5英尺0.6英寸   |                |
|                | 172.8-175.8厘米 | 163.0厘米  | 5英尺8.7英寸  | 5英尺4.2英寸   |                |
| 巴拿马         | 168.5厘米       | 155.5厘米  | 5英尺6.4英寸  | 5英尺1.1英寸   |                |
|                | 163.6厘米       | 154.3厘米  | 5英尺4.4英寸  | 5英尺0.8英寸   |                |